# المطلب بن عبد الله بن حنطب
المطلب بن عبد الله بن حنطب المخزومي تابعي، وراوي حديث نبوي صدوق، وكان كثير الحديث، وليس يُحتج بحديثه، لأنه يُرسل كثيرًا. روى له الجماعة سوى مسلم بن الحجاج. وفد على الخليفة هشام بن عبد الملك، فوصله بسبعة عشر ألف دينار.

## روايته للحديث النبوي
- روى عن: أنس بن مالك، وجابر بن عبد الله بن عمرو بن حرام، وحمران بن أبان، وخارجة بن زيد بن ثابت، وخلاد بن السائب، وزيد بن ثابت، وسعيد بن المسيب وعامر بن سعد بن أبي وقاص، وأبيه عبد الله بن حنطب وعبد الله بن عباس، وعبد الله بن عمر بن الخطاب، وعبد الله بن عمرو بن العاص، وعبد الرحمن بن أبي عمرة وعمر بن الخطاب، وقهيد بْن مطرف الغفاري، ومحمد بن سعد بن أبي وقاص، ومصعب بن عبد الرحمن بن عوف، وأبي رافع مولى النبي، وخاله أبي سلمة، وأبي قتادة الأَنْصارِيّ، وأبي موسى الأشعري، وأبي هريرة وعائشة بنت أبي بكر، وأم سلمة.
- روى عنه: ابنه الحكم بْن المطلب بْن عَبْد الله بْن حنطب وخالد بْن رباح، وزهير بْن مُحَمَّد التميمي، والضحاك بْن عثمان الحزامي، وطلحة بْن جبر، وعاصم الأحول، وعبد الله بن طاووس، وعبد الله بْن عَبْد الرَّحْمَنِ بْن يَعْلَى بْن كعب الثقفي، وعَبد الله بْن أَبي لبيد، وعبد الأعلى بْن عَبد اللَّهِ بْن أَبي فروة وعبد الرحمن الأوزاعي، وابنه عَبْد العزيز بن المطلب بْن عَبد الله بْن حنطب، وابن جريج، ومولاه عَمْرو بْن أَبي عَمْرو، وكثير بن زيد، ومُحَمَّد بْن أَبي حُمَيْد المدني، ومحمد بْن عباد بْن جعفر المخزومي، ومحمد بن عجلان، ومسلم بن الوليد، وموسى بن عقبة.[2]
- الجرح والتعديل: قال أبو حاتم الرازي: «لم يدرك عائشة، وعامة حديثه مراسيل»، وقال أبو زرعة الرازي: «أرجو أن يكون سمع منها».[3] وقال محمد بن سعد البغدادي: «ليس يحتج بحديثه، لأنه يرسل عَنِ النَّبِيِّ ﷺ كثيرًا، وليس لَهُ لقي، وعامة أصحابه يدلسون».[1] ووثّقه الدارقطني، ذكره ابن حبان في كتاب الثقات، روى له محمد بن إسماعيل البخاري في «القراءة خلف الإمام»، والباقون سوى مسلم بن الحجاج.[2]